# Lassi (Salme)
Lassi est un village d'Estonie situé dans la commune de Salme du comté de Saare.